# World Heart Federation
La World Heart Federation (WHF) és una organització no governamental amb seu a Ginebra, Suïssa, el 1972
El 1978 la Societat Internacional de Cardiologia (International Society of Cardiology) es va fusionar amb la Federació Internacional de Cardiologia (International Cardiology Federation),que havia estat fundada el 1970, per formar la Societat Internacional i la Federació de Cardiologia. Aquest organisme va canviar el seu nom el 1998 per la Federació Mundial del Cor.
La federació acull el Congrés Mundial de Cardiologia. El 1933 es va celebrar a Praga una reunió internacional preliminar i de caràcter informal de cardiòlegs, però l'aparició del nazisme i la Segona Guerra Mundial van impedir una major cooperació internacional en el camp fins al 1946, quan es va celebrar un congrés cardiològic a la Ciutat de Mèxic. El primer Congrés Mundial es va celebrar el 1950.
El primer Congrés Mundial de Cardiologia es va convocar a París el setembre de 1950 sota l'ègida de la Societat Internacional de Cardiologia, que havia estat fundada quatre anys abans. Els congressos posteriors es van celebrar en intervals de quatre anys fins al 2006; des de llavors, s'han celebrat en intervals de dos anys.
El " Dia Mundial del Cor " es va fundar el 2000 per informar a la gent de tot el món que les malalties del cor i l'ictus són les principals causes de mort del món.

## Dia mundial del cor
L'Organització Panamericana de la Salut i l'Organització Mundial de la Salut, celebren el 29 de setembre el Dia Mundial del Cor.
La Federació Mundial del Cor amb el suport de l'OMS i la UNESCO va designar el 2000 el dia 29 de setembre com el primer Dia Mundial del Cor. Això va obeir, a una estratègia per poder tenir l'oportunitat de donar a conèixer massivament les malalties cardiovasculars, la seva prevenció control i tratamiento. La primera vegada que es va celebrar va ser de forma coordinada entre tots els països.
En col·laboració amb l'OMS, la Federació Mundial del Cor organitza en més de 100 països esdeveniments que ajudin a fer consciència sobre els problemes cardiovasculars, aquest tipus de malalties com l'infart de miocardi i l'accident cerebrovascular són desafortunadament les més mortíferes del món, no en va es cobren en el món 17,1 milions de vides a l'any.

## Celebració
Text de la celebració del 2020:
| «                               | '«Use Heart ... for society, your loved ones and you Així que aquest any, el 29 de setembre, la nostra campanya demana a el món que: La malaltia cardiovascular (MCV) és la principal causa de mort al planeta. Té moltes causes: des del tabaquisme, la diabetis, la pressió arterial alta i l'obesitat, fins a la contaminació de l'aire i afeccions rares i desateses com la malaltia de Chagas i l'amiloïdosi cardíaca. En l'època del COVID-19, els pacients amb MCV s'enfronten a una amenaça de doble tall. No només corren un major risc de desenvolupar formes greus de virus, sinó que també poden tenir por de buscar atenció continuada per als seus cors. » | » |
| — Federació Mundial del Corazón | |   |

## Temes del Dia Mundial del Cor
| Año  | Tema                                                 |
| ---- | ---------------------------------------------------- |
| 2020 | #UseHeart to beat cardiovascular disease             |
| 2019 | Sigues un heroi del cor                              |
| 2018 | El teu cor, el meu cor                               |
| 2017 | Comparteix el poder                                  |
| 2016 | “Dona poder la teva vida”                            |
| 2015 | Creant un ambient sa pel teu cor                     |
| 2014 | No és una elecció difícil, es una elecció amb el cor |
| 2013 | "Comença el camí cap a un cor sa"                    |
| 2012 | "Un Món, Una llar, Un Cor"                           |
| 2011 | "Un Món, Una llar, Un Cor"                           |
| 2010 | "Treballa amb el teu cor"                            |
| 2009 | "Treballa amb el teu cor"                            |
| 2008 | "Coneix el teu risc"                                 |
| 2007 | "units pel cor sa"                                   |
| 2006 | "Com de jove és el teu cor?"                         |
| 2005 | "Pes saludable, cos saludable"                       |
| 2004 | "Nens, adolescents i patologia cardíaca"             |
| 2003 | "Dona, patologia cardíaca i ictus"                   |
| 2002 | "Obesitat, Activitat física i Nutrició"              |
| 2001 | "Un cor sa"                                          |
| 2000 | "Activitat física"                                   |